# Релігійні символи

Символи дванадцяти світових релігійних рухів.
Ряд 1: Бахаїзм, Буддизм
Ряд 2: Християнство, Китайська народна релігія, Індуїзм, Іслам
Ряд 3: Джайнізм, Юдаїзм, Неоязичництво, Синто
Ряд 4: Сикхізм, Даосизм

Релігійні символи — символи (архетипи, дії, містерії, інсценізації, жести, твори мистецтва, події, природні явища), які становлять частину релігійного культу. Символам, які використовуються або однозначно пов'язані з певною релігійною системою, часто приписують  додаткове містичне або магічне значення. Релігійним символом може стати будь-яке явище, що підлягає перевірці, якому віра надає надприродного значення. Релігійний символ часто набуває сакрального змісту, а певна поведінка в його присутності підлягає табу. Релігії розглядають релігійні тексти, ритуали  і твори мистецтва як символи переконливих ідей та ідеалів. Символи допомагають створити міфи, які викликають певні почуття та образи і виражають моральні  цінності суспільства або релігійного вчення, сприяють солідарності між послідовниками і наближають їх до об'єкту віросповідання.

## Зображення і назви релігійних символів
| Релігія або філософія                                      | Назва                                                                                   | Символ |
| ---------------------------------------------------------- | --------------------------------------------------------------------------------------- | ------ |
| Айяварі (Ayyavazhi)                                        | Лотос, що несе Наман                                                                    |        |
| Бахаїзм                                                    | Дев'ятикінцева зірка                                                                    |        |
| Бахаїзм                                                    | Символ на персні                                                                        |        |
| Буддизм                                                    | Колесо Дгарми                                                                           |        |
| Буддизм                                                    | Квітка лотоса                                                                           |        |
| Гностицизм                                                 | Сонячний хрест                                                                          |        |
| Гностицизм                                                 | Уроборос (також символ алхімії і герметизму)                                            |        |
| Гуманізм                                                   | Щаслива людина                                                                          |        |
| Даосизм                                                    | Їнь і ян                                                                                |        |
| Джайнізм                                                   | Символ / емблема Джайнізму                                                              |        |
| Джайнізм                                                   | Рука агімси                                                                             |        |
| Дискордіанізм                                              | Священний Кау, Chao — одиниця хаосу, неологізм від chaos — хаос)                        |        |
| Eckankar                                                   | Символ Eckankar                                                                         |        |
| Зороастризм                                                | Фаравахар                                                                               |        |
| Індуїзм                                                    | Ом / Правана                                                                            |        |
| Індуїзм                                                    | Квітка лотоса                                                                           |        |
| Індуїзм                                                    | Свастика                                                                                |        |
| Іслам                                                      | Шахада                                                                                  |        |
| Іслам                                                      | Ім'я Аллаха                                                                             |        |
| Іслам                                                      | Півмісяць ("алем", символ, який встановлюють на шпилях мінаретів)                       |        |
| Іслам                                                      | Руб аль Хізб                                                                            |        |
| Као Дай                                                    | Всевидяще око                                                                           |        |
| Неоязичництво                                              | Анкх (Релігія Стародавнього Єгипту і Кеметизм)                                          |        |
| Неоязичництво                                              | Аревахач («Сонячний хрест») (Вірменська міфологія, Хетанізм (вірменське неоязичництво)) |        |
| Неоязичництво                                              | Руки Бога (Рідновірство / Рідна слов'янська віра)                                       |        |
| Неоязичництво                                              | Мьйольнір (Германське неоязичництво)                                                    |        |
| Неоязичництво                                              | Kappu ("долоня", див. також Хамса, символ Natib Qadish — Левантійське неоязичництво)    |        |
| Неоязичництво                                              | Пентаграма                                                                              |        |
| Неоязичництво                                              | Пентакль (Вікка)                                                                        |        |
| Неоязичництво                                              | Трискеліон (Кельтське неоязичництво)                                                    |        |
| Неоязичництво                                              | Потрійна богиня                                                                         |        |
| Південно-східний церемоніальний комплекс                   | Сонячний хрест                                                                          |        |
| Равідасі                                                   | Харр Нішан                                                                              |        |
| Раелізм                                                    | Зірка Давида переплетена зі свастикою або Зірка Галактики, яка обертається              |        |
| Растафаріанство                                            | Лев Юди часто зображуваний на імперському прапорі Ефіопії                               |        |
| Релігія серер (серер — народ, що живе в Сенегалі і Гамбії) | Юнір — символ Всесвіту                                                                  |        |
| Релігія серер (серер — народ, що живе в Сенегалі і Гамбії) | Ндут                                                                                    |        |
| Сатанізм ЛаВея                                             | Знак Бафомета                                                                           |        |
| Теїстичний сатанізм                                        | Сатанинський хрест                                                                      |        |
| Теїстичний сатанізм                                        | Знак Люцифера (Печать Сатани)                                                           |        |
| Сикхізм                                                    | Кханда                                                                                  |        |
| Сикхізм                                                    | Ік Оанкар                                                                               |        |
| Синто                                                      | Торії                                                                                   |        |
| Телема                                                     | Унікурсальна гексаграма                                                                 |        |
| Універсальний суфізм                                       | Тугра Інайяті («Крилате серце»)                                                         |        |
| Унітаріанський універсалізм                                | Полумяний потир                                                                         |        |
| Християнство                                               | Християнський хрест                                                                     |        |
| Християнство                                               | Іхтіс (риба)                                                                            |        |
| Християнство                                               | Альфа і Омега                                                                           |        |
| Християнство                                               | Харизма                                                                                 |        |
| Церква Ісуса Христа Святих останніх днів                   | Ангел Мороній (популярний символ Мормонізму)                                            |        |
| Юдаїзм                                                     | Зірка Давида                                                                            |        |
| Юдаїзм                                                     | Менора                                                                                  |        |